# Kibuye (Ruanda)
Kibuye és una ciutat del districte de Karongi, i capital de la província de l'Oest a Ruanda. La ciutat jeu en la costa est del llac Kivu, entre Gisenyi i Cyangugu. És coneguda per ser un complex turístic costaner, és a poca distància amb cotxe de dos parcs nacionals. Hi ha un monument al genocidi de Ruanda que marca la massacre del 90% de la població tutsi de la ciutat en la Guerra Civil ruandesa. Les Ndaba Falls són vora la ciutat.

## Personatges il·lustres
- Elizaphan Ntakirutimana (1924, † 2007), religiós
- Mathias Ntawulikura (* 1964), atleta